# Terme Dobrna
Terme Dobrna so zdravilišče v naselju Dobrna.

## Geografija
Terme Dobrna ležijo na nadmorski višini 375 mnm, nad naseljem, ki leži ob križišču poti nekoliko nižje v dolini. S treh strani so obdane z gozdnimi griči. Na severni strani pa je nekoliko oddaljeno pobočje Paškega Kozjaka, ki doseže z najvišjim vrhom Basališče 1272 mnm. Podnebje je podalpsko. Srednja julijska temperatura je 18,6ºC. Vetrovi pihajo poredko, tudi megleni dnevi so izjema.

## Zgodovina
Dobrno so verjetno naselili že v prazgodovini in poznali zdravilno moč njenega vodnega izvira Kelti. Za njimi so Rimljani iz bližnjega centra v Celju verjetno poznali tople izvire. Najdeni so bili keltski kovanci in rimski nagrobnik, ki je sedaj vzidan v steno kapelice v Zavrhu. Kraj se v virih prvič omenja leta 1403, zdravilišče 1582, prva zdraviliška stavba v pravem pomenu pa je bila postavljena 1624. Sedaj je delno utopljena v večkrat predelan Zdraviliški dom.

## Naravno zdravilno sredstvo
Terme Dobrna so vodne terme z lastnostmi rahlo zmerno alkalnih voda.Glavni topliški vrelec ima temperaturo 36,5 °C, z veliko ogljikovega dioksida, je neznatno radioaktiven, pa tudi alge (alga Hapalsiphon) mu dajejo posebno vrednost. Ob njem obstoji še vrelec hladne, železove vode s temperaturo 11 °C. K naravnim terapevtičnim sredstvom se lahko dodajo še organski in anorganski peloidi (šota, bentonit).

### Indikacije
V Termah Dobrna zdravijo ginekološka obolenja (hormonalne motnje, klimakterične težave, sterilnost), revmatske bolezni, rehabilitacija lokomotorne sestave, nevrološke bolezni, nevroze, periferne angioparije, športne poškodbe in drugo.

### Kontraindikacije
Posebnih kontraindikacij ni, veljajo splošne kontraindikacije za topliško zdravljenje.

### Zdravljenje
Zdravilno vodo uporabljajo kot kopeli (bazeni, ali posamezne kopeli) in pa pijejo jo tudi. Peloide uporabljajo za obloge. Poleg tega pa izvajajo še vse vrste masaž, elektroterapijo, termoterapijo, trakcijo, vakumsko terapijo lasersko terapijo. Terapije izvajajo v sodobnih medicinskih objektih, s strokovnimi zdravniki (fiziatri, internisti, ginekologi, nevrologi) in drugim strokovnim osebjem.

## Nastanitev
V sestavu term so hoteli: »Hotel VITA«, depandansa, imenovana »Hotel Vila HIGIEA«, »Hotel PARK«, Švicarija  in kot posebna stavba z veliko dvorano »Zdraviliški dom 1624«. Poleg nastanitve v hotelih je v kraju možna nastanitev v zasebnih sobah.

## Rekreacija
Bazeni s termalno vodo, savna, trim kabinet, avtomatsko kegljišče, tenis, namizni tenis, kolesarjenje, pohodništvo, ples in drugo.